# علم النفس الإنساني
علم النفس الإنساني (بالإنجليزية: Humanistic psychology)‏ هو وجهة نظر نفسية سطع نجمها في منتصف القرن العشرين استجابةً لتحديات نظرية التحليل النفسي التي صاغها سيغموند فرويد وسلوكية ب. ف. سكينر. يؤكد هذا المنهج من خلال جذوره الممتدة من عصر سقراط إلى عصر النهضة على الدافع الفطري للفرد نحو تحقيق الذات أي عملية الإدراك والتعبير عن قدرات الفرد وإبداعه.
وجهة النظر النفسية هذه تساعد العميل على الاعتقاد بأن جميع الناس أخيار بفطرتهم. تتبنى منهجاً كُلانياً للوجود الإنساني، وتولي اهتماماً خاصاً لظواهر مثل الإبداع والإرادة الحرة والطاقات البشرية الإيجابية. ويشجع على رؤية النفس «شخصاً كاملاً» أعظم من مجموع أجزاء، ويدفع إلى استكشاف الذات بدلاً من دراسة السلوك لدى أشخاص آخرين. يعترف علم النفس الإنساني بالطموح الروحي كجزء متمم من النفس، ويرتبط بالمجال الناشئ لعلم النفس ما وراء الشخصي.
يشجع هذا النوع من العلاج بالدرجة الأولى الوعي الذاتي واليقظة، ما يساعد العميل على تغيير حالته الذهنية وسلوكه من مجموعة واحدة من ردود الفعل إلى أخرى أكثر صحة مع وعي ذاتي أكثر إنتاجية وأفعال مدروسة. يسمح هذا المنهج بشكل أساسي بمزج اليقظة والعلاج السلوكي مع دعم اجتماعي إيجابي.
في مقال كتب من قبل جمعية علم النفس الإنساني، تُوصف فوائد العلاج الإنساني بأنها «فرصة جوهرية لقيادة ثقافتنا المضطربة والعودة بها إلى مسارها الصحي الخاص. إذ يصور العلاج الإنساني الوجودي الديمقراطية أكثر من أي علاج آخر، ويقلل فرض عقائد الآخرين على العميل بالمقارنة مع الممارسات العلاجية الأخرى. فتُوفِر حرية الاختيار بحدها الأقصى. نحن نوثق الطاقات البشرية لعملائنا».
في القرن العشرين، أُشير إلى علم النفس الإنساني على أنه «قوة ثالثة» في علم النفس، وهي تتميز عن المناهج السابقة الأقل الإنسانية للتحليل النفسي والسلوكية.
تشمل منظماته المهنية الرئيسية في الولايات المتحدة مؤسسة علم النفس الإنساني وجمعية علم النفس الإنساني (القسم 32 من مؤسسة علم النفس الأمريكية). وتتواجد أيضاً رابطة المملكة المتحدة لممارسي علم النفس الإنساني في بريطانيا.

## الأصول
كان أحد المصادر المبكرة لعلم النفس الإنساني عمل كارل روجرز الذي تأثر بقوة بأوتو رانك، والذي بدوره قطع علاقته بفرويد في منتصف العشرينيات. انصب تركيز روجرز على التأكد من أن العمليات التنموية أدت إلى أداء شخصية أكثر صحة، هذا إن لم يكن أكثر إبداعاً. صاغ روجرز أيضًا مصطلح «تحقيق الرغبة»، وكان مفهوماً دفع أبراهام ماسلو في النهاية إلى دراسة تحقيق الذات كأحد احتياجات البشر. عرض روجرز وماسلو علم النفس الإيجابي الإنساني هذا كرد على ما رأوه نظرة متشائمة جداً للتحليل النفسي.
تشمل المصادر الأخرى للإلهام فلسفات الوجودية وعلم الظواهر.

### الأصول المفاهيمية
يمتلك المنهج الإنساني جذوراً في علم الظواهر والفكر الوجودي. تلعب الفلسفة الشرقية وعلم النفس أيضاً دوراً رئيسياً في علم النفس الإنساني، بالإضافة إلى الفلسفات اليهودية المسيحية في الشخصانية، إذ يشترك كل منهما بمخاوف متشابهة حول طبيعة الوجود الإنساني والوعي.
باعتبار السلوكية نشأت من عمل إيفان بافلوف حول المنعكس الشرطي، وأرسى أسس علم النفس الأكاديمي في الولايات المتحدة بالمشاركة مع أسماء كل من جون ب. واتسون وب. ف. سكينر، منح إبراهام ماسلو السلوكية اسم «القوة الثانية». تاريخياً، كانت «القوة الأولى» هم علماء النفس مثل سيغموند فرويد، ألفريد أدلر، إريك إريكسون، كارل يونج، إريك فروم، كارين هورني، ميلاني كلاين، هاري ستاك سوليفان وآخرين.
في أواخر ثلاثينيات القرن الماضي، اهتم علماء النفس بالقضايا الإنسانية الفريدة، مثل الذات وتحقيق الذات والصحة والأمل والحب والإبداع والطبيعة والكينونة والصيرورة والفردانية والمعنى -والتي تعني الفهم المادي للوجود الإنساني. من ضمن هؤلاء العلماء كان أبراهام ماسلو وكارل روجرز وكلارك موستاكاس، الذين اهتموا بتأسيس جمعية مهنية مكرسة لعلم نفس يركز على ميزات رأس المال البشري هذه التي يرغب بها المجتمع ما بعد الصناعي.
تُلخَّص وجهة نظر علم النفس الإنساني بخمسة مبادئ أو مسلمات أساسية نُص عليها لأول مرة في مقال كتبه جيمس بوغينتال في عام 1964 وعدلها توم غريننغ -عالم نفس ومحرر لمدة طويلة لصالح مجلة علم النفس الإنساني. المبادئ الخمسة الأساسية لعلم النفس الإنساني هي:
1. الجنس البشري كبشر يلغي مجموع أجزائهم. لا يمكن اختصارهم في عناصر.
2. يملك الجنس البشري وجودهم في سياق إنساني فريد، وكذلك في بيئة كونية.
3. الجنس البشري مدرك ويدرك إدراكه، أي أنه واع. يشمل الإدراك الإنساني وعي الشخص بذاته في سياق البشر الآخرين.
4. الجنس البشري لديه القدرة على اتخاذ الخيارات وبالتالي يتحمل المسؤولية.
5. الجنس البشري إرادي، يرمي للأهداف، ويدرك أنه يسبب أحداثاً مستقبلية، ويسعى إلى المعنى والقيمة والإبداع.

في حين أن علم النفس الإنساني هو قسم معين داخل مؤسسة علم النفس الأمريكية (القسم 32)، إلا أن علم النفس الإنساني ليس انضباطاً داخل علم النفس بقدر ما هو وجهة نظر على الحالة الإنسانية التي تفرض البحث والممارسة النفسية.

### الأصول العملية
خلقت الحرب العالمية الثانية ضغوطات عملية على علماء النفس العسكريين، وكان عليهم معاينة ورعاية أعداد مرضى أكبر من الوقت أو الموارد المتاحة. فنشأت آنذاك أصول العلاج الجماعي. يُظهر تطور كتب إريك بيرن هذا الانتقال الذي يمكن أن نطلق عليه علم النفس الواقعي للحرب العالمية الثانية إلى ابتكاره اللاحق «التحليل التعاملي» الذي يعتبر أحد أكثر أشكال علم النفس الإنساني الشعبي تأثيراً في أواخر الستينيات والسبعينيات.

## التوجه نحو البحث العلمي
لا يؤمن علماء النفس الإنسانيون بشكل عام بقدرتنا على فهم وعي الإنسان وسلوكه من خلال البحث العلمي السائد. ينبثق الاعتراض لدى علماء النفس الإنسانيين من أن طرق البحث التقليدية مستنبطة من العلوم الفيزيائية وملائمة لها وليست صالحة لدراسة التعقيدات والفروق الدقيقة لصنع معنى الإنسان. 
ومع ذلك تضمن علم النفس الإنساني البحث العلمي للسلوك البشري منذ بدئه. فعلى سبيل المثال:
- قدم أبراهام ماسلو العديد من نظرياته عن النمو البشري على شكل فرضيات قابلة للاختبار، وشجع علماء الإنسان على وضعها حيز الاختبار.[17][18][19]
- بعد مدة قصيرة من تشكيل مؤسسة علم النفس الأمريكية، بدأ رئيسها عالم النفس سيدني جورد عموده بتصريح «البحث» بصفته أولوية. «سيقدم علم النفس الإنساني أفضل ما لديه إذا كان مسنداً بأبحاث تسعى إلى إلقاء الضوء على ميزات الإنسان الفريدة الخاصة به».[20]
- نشرت المؤسسة الأمريكية لعلم النفس الإنساني في مايو عام 1966 افتتاحية في رسالة إخبارية أكدت فيها «إخلاص علماء النفس الإنساني للمعنى في اختيار المشكلات التي ستدرس وإجراءات البحث، ومعارضة التأكيد الأولي على الموضوعية على حساب الأهمية». أكد هذا على أهمية البحث بالنسبة لعلماء النفس الإنسانيين بالإضافة لاهتمامهم بأشكال خاصة من تفحص العلوم الإنسانية.[21]
- وبالنمط نفسه أطلقت منشورات مؤسسة علم النفس الأمريكية في عام 1980 مقالاً بعنوان «ما الذي يجعل البحث إنسانيًا؟»[22] يسجل دونالد بولكينغورن التالي: «لا تقترح النظرية الإنسانية أن أفعال الإنسان مستقلة تماماً عن البيئة أو الأوامر الميكانيكية والعضوية للجسم، بل تقترح أنه وبحدود المعاني المجربة يمكن للأشخاص كوحدات أن يختاروا التصرف بطرق لا تحددها الأحداث المسبقة...وهذه هي النظرية التي نسعى لاختبارها في بحثنا».

لا تعارض وجهة نظر العلوم الإنسانية الطرق الكمية، ولكن تبعاً لإدموند هوسرل:
1. تفضل ترك الطرق المستنبطة من الموضوع وعدم تبني طرق العلوم الطبيعية بشكل غير ناقد.[23]
2. تأييد التعددية المنهجية. وبناء على ذلك فإن القسم الأكبر من موضوع علم النفس يفسح المجال للمناهج النوعية (كمثال: تجربة الأسى الحية)، والأساليب الكمية المناسبة بشكل رئيسي عندما يمكن حساب شيء ما دون تسوية الظواهر (كمثال: طول الوقت المنفق بالبكاء).

ظلت الأبحاث جزءاً من جدول أعمال علم النفس الإنساني، مع التركيز بشكل كلي غالب على الاختزالي. تطورت أساليب البحث الإنساني المحددة في العقود التالية لتشكيل حركة علم النفس الإنساني.

## تطوير المجال
قادت هذه الاجتماعات المبدئية في النهاية إلى تطورات أخرى، وتكللت بوصف علم النفس الإنساني «قوة ثالثة» متعارف عليها في علم النفس (القوة الأولى: التحليل النفسي، القوة الثانية: السلوكية). وتضمنت التطورات الهامة تشكيل مؤسسة علم النفس الإنساني في عام 1961 وإطلاق جريدة علم النفس الإنساني (سميت بالأساس «ذا فينيكس») في عام 1961.
في نوفمبر 1964، جُمعت الشخصيات الرئيسية في الحركة في أولد سايبروك للمؤتمر التلبوي الأول حول علم النفس الإنساني. كان الاجتماع نتاج تآزر بين مؤسسة علم النفس الإنساني التي رعت المؤتمر، ومؤسسة هازن التي وفرت التمويل، وجامعة ويسليان التي استضافت المؤتمر. بالإضافة إلى الشخصيات المؤسسة لعلم النفس الإنساني مثل أبراهام ماسلو ورولو ماي وجيمس بوجينتال وكارل روجرز. جذب المؤتمر العديد من الوجوه الأكاديمية في المجالات الإنسانية، ومنهم: غوردون أولبورت وجورج كيلي وكلارك موستاكاس وغاردنر مورفي وهنري موراي وروبرت وايت وشارلوت بوهلر وفلويد ماتسون وجاك بارزون ورينيه دوبوس. رأس المؤتمر روبرت ناب وألقى هنري موراي كلمة الافتتاح. 
كان من ضمن نوايا المشاركين صياغة رؤية جديدة لعلم النفس، والتي برأيهم جلبت للتفكير صورة أكثر كمالاً للشخص بالمقارنة مع الصورة التي قدمتها الاتجاهات الحالية للسلوكية وعلم النفس الفرويدي. تبعاً لآنستوز وسيرلين وغرينينغ، اختلف المشاركون مع اتجاه الوضعية في علم النفس السائد في ذلك الوقت. وُصف المؤتمر كحدث تاريخي ضروري للوضع الأكاديمي لعلم النفس الإنساني وطموحاته المستقبلية.
كنتيجة لذلك، ازداد عدد برامج الدراسات العليا في علم النفس الإنساني في مؤسسات التعليم العالي في عدداً وتسجيلاً. وفي عام 1971 اعتُرف بعلم النفس الإنساني كمجال من قبل جمعية علم النفس الأمريكية ونالت قسمها الخاص ضمن الجمعية (القسم 32). ينشر القسم 32 الجريدة الأكاديمية الخاصة به والتي يطلق عليها «عالِم النفس الإنساني».
النظريون الكبار الذين اعتُبروا ممهدي السبيل لعلم النفس الإنساني هم أوتو رانك وأبراهام ماسلو وكارل روجرز ورولو ماي. تأثر ماسلو بشدة بكيرت غولدشتاين أثناء سنواتهم سويةً في جامعة برانديز. أثر كتاب التحليل النفسي أيضاً في علم النفس الإنساني. اعترف ماسلو بنفسه على العلن أنه «مدين لفرويد» في كتابه «نحو علم نفس الكينونة». ومن المؤثرات الأخرى على التحليل النفسي عمل ويلهيلم رايش، الذي ناقش جوهر الذات وتحليل الشخصية بطريقة صحية و«خيّرة» بالضرورة (1933)، وتركيز كارل غوستاف يونغ على الأسطورية والنموذجية. وشملت الإلهامات الأخرى الجديرة بالذكر وقادة الحركة: روبرتو أساجيولي وغوردون ألبورت وميدارد بوس ومارتن بوبر (قريب لجاكوب إل مورينو) وجيمس بوجينتال وفيكتور فرانكل وإريك فروم وهانز ويرنر غيسمان وأميديو جيورجي، سيدني جيرارد، آر دي لاينغ، كلارك موستاكاس، لويس مومفورد، فريتز بيرلس، أنتوني سويتش، توماس ساسز، كيرك ج. شنايدر وكين ويلبر. دُرِّب كارل روجرز في التحليل النفسي قبل تطوير علم النفس الإنساني.

## معرض صور

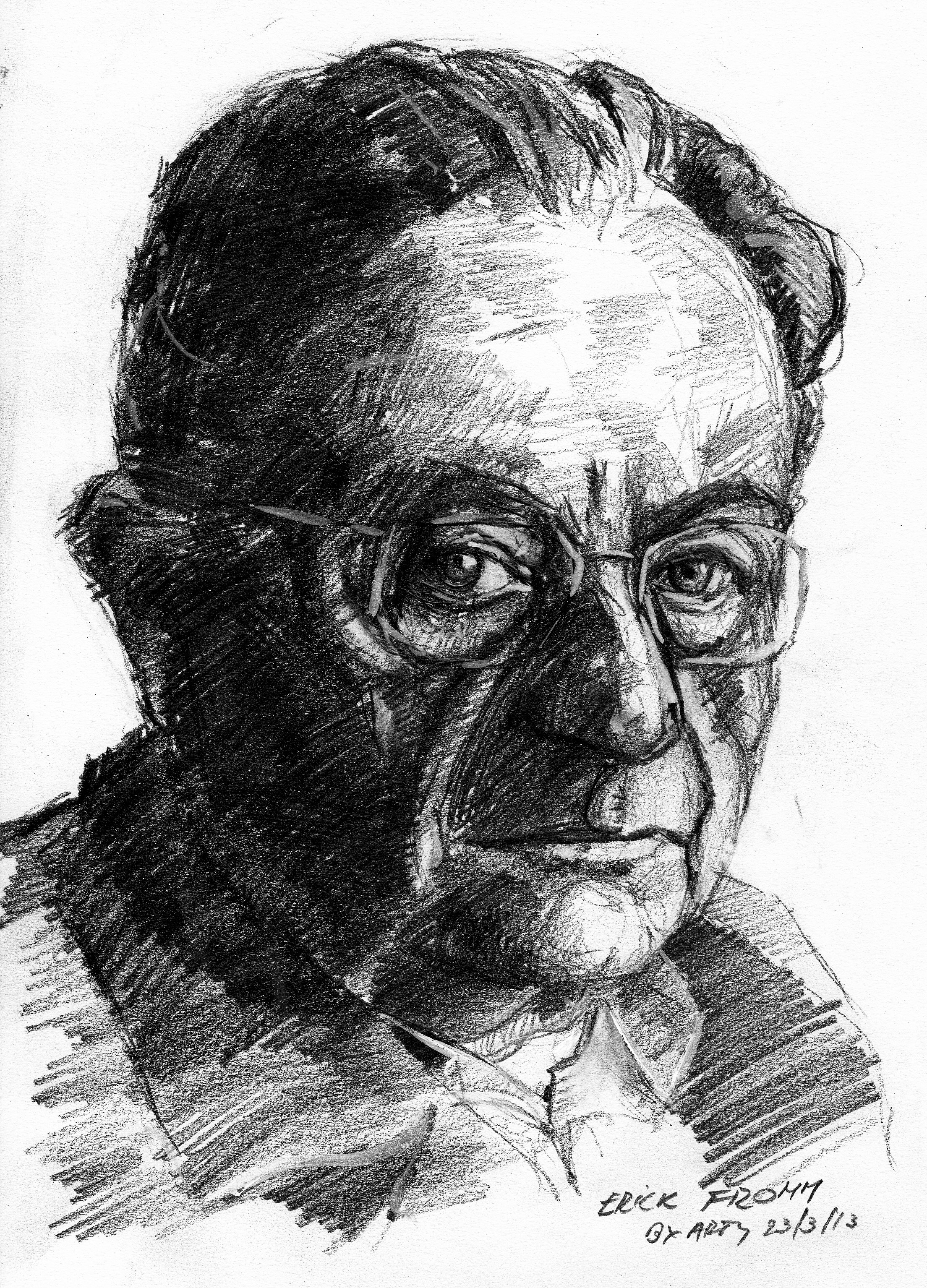
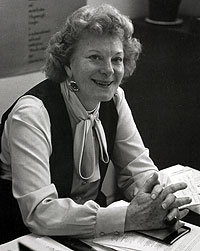
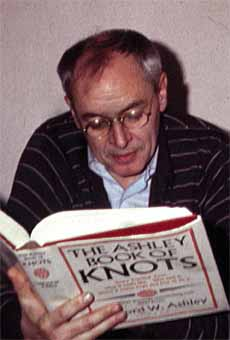
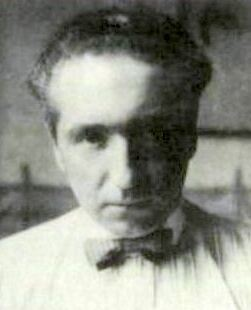